# Теорія грошей та кредиту

TheorieDesGeldesUndDerUmlaufsmittel

«Теорія грошей і кредиту» – економічна праця 1912 року, написана Людвігом фон Мізесом, спочатку видана німецькою мовою як Theorie des Geldes und der Umlaufsmittel. У ній Мізес викладає свою теорію про походження грошей через свою теорему регресії, яка ґрунтується на логічній аргументації. Це один із фундаментальних творів Австрійської школи економічної думки. 
Товарні гроші існують й сьогодні. Мізєс розглядає походження, природу та вартість грошей та їхній вплив на визначення монетарної політики. Це стосується не всіх адаптацій грошей. Він використовує так звану теорему регресії, твердження, підкріплене поетапно логічними міркуваннями. Мізєс пояснює, чому гроші мають попит самі по собі. За словами Мізеса, гроші історично з'явилися після того, як у бартерній економіці виник попит на товар.
Перша праця Людвіга фон Мізеса стала класичним трактатом з грошової теорії майже у всіх країнах континентальної Європи. У ній він застосував суб'єктивізм й динамічну австрійську концепцію до теорії грошей й зв'язав цінність грошей з теорією граничної корисності.

## Значення
Поряд із  «Принципами політичної економії» Карла Менгера та «Капіталом і процентом» Ойґена фон Бем-Баверка, книга є одним із фундаментальних творів Австрійської школи. 

## Відгуки та оцінки
Хесус Уерта де Сото про книгу Людвіга фон Мізеса: «У цій книзі Мізеса намічена блискуча теорія економічних циклів, яка згодом стала відома як австрійська теорія ділового циклу. Застосувавши теорії англійської грошової школи до розробленої Бем-Баверком суб'єктивістської теорії капіталу і проценту, Мізес усвідомив наступне: коли керована центральним банком банківська кредитна система з частковим резервуванням стає на шлях експансіоністського створення кредитів і депозитів, які не забзепечені реальними заощадженнями (фідуціарні засоби обігу), це не тільки провокує циклічне, неконтрольоване зростання обсягу грошової маси, але й неминуче, оскільки кредити створюються ex nihilo під штучно занижену ставку процента, веде до штучного, нестійкого "подовження" виробничих процесів, які в результаті стають надмірно капіталовитратними.  
Згідно Мізеса, підсилення будь-якого інфляційного процесу за допомогою кредитної експансії рано чи пізно стихійно й невблаганно породжує назадній рух й провокує кризу або економічний спад, який виявляє усі здійснені інвестиційні помилки, призводячи до масового безробіття й викликаючи необхідність ліквідації і розміщення заново усіх невірно інвестованих ресурсів».

## Історія публікації
- 1912: Відень: Theorie des Geldes und der Umlaufsmittel . [2]
- 1924: 2-е видання німецькою мовою.
- 1934: Лондон: Джонатан Кейп Лтд. Перший переклад (Гарольд Е. Батсон) англійською мовою. Німецьке слово Umlaufsmittel дослівно перекладається як "засіб обігу" і було перекладено в тексті англійської версії як "довірений ЗМІ". Однак видавець вважав, що незвична термінологія буде дратувати читачів і заміняє "гроші та кредит" у назві, тим самим втрачаючи специфічну відмінність, яку Мізес зробив під час вибору свого початкового терміна. [3]

- 1953: Нью-Хейвен, штат Коннекти: Єльський університетський прес . Частина четверта була додана Мізесом до цього видання англійською мовою
- 1971: Ірвінгтон-он-Хадсон, Нью-Йорк: Фонд економічної освіти.
- 1978: Ірвінгтон-он-Хадсон, Нью-Йорк: Фонд економічної освіти .
- 1981: Індіанаполіс,. Інд. Фонд свободи . ISBN 0-913966-70-3    . 541 сторінки. Тверда обкладинка. (М'яка обкладинка ISBN 0-913966-71-1    ).
- 2009: Рудий, Аль. Інститут Людвіга фон Мізеса . Тверда обкладинка
- 2016: Теория денег и кредита (рос. переклад Григорія Сапова), Челябинск, Социум

## Критика
За словами Майкла Хендрікса, «теорема регресії добре справляється з поясненням створення грошей, однак вона не обов'язково стосується всіх форм грошей». 

## Зовнішні посилання
- Теорія грошей і кредиту, 1953 р. Видання: 
  - Повний текст у HTML [Архівовано 11 листопада 2014 у Wayback Machine.]
  - Повний текст у форматі PDF [Архівовано 16 грудня 2014 у Wayback Machine.]
- Теорія грошей і кредиту, 1981 р. Видання: 
  - Повний текст у HTML [Архівовано 12 березня 2021 у Wayback Machine.]
- Передмова до видання 1981 [Архівовано 27 березня 2022 у Wayback Machine.] року Мюррея Ротбарда

1. ↑  Уерта де Сота, Хесус (2020). Австрийская экономическая школа: рынок и предпринимательское творчество (рос.) . Челябинск: Социум. ISBN 978-5-91603-647-3.
2. ↑  1914 review [Архівовано 22 березня 2021 у Wayback Machine.] by J.M. Keynes.
3. ↑  Hülsmann, Jörg Guido, 2007. Mises: The Last Knight of Liberalism. p. 217, note 7.
4. ↑  Michael Hendricks (6 червня 2013). Reconciling the Regression Theorem with Bitcoin. Seth King. Архів оригіналу за 9 червня 2013. Процитовано 12 грудня 2014.

- Людвиг фон Мизес. Теория денег и кредита / Перевод Григория Сапова. - Челябинск, Социум, 2016. - 808 с.

## Інші роботи Людвіга фон Мізеса
- Соціалізм: економічний та соціологічний аналіз, 1922
- Людська діяльність: Трактат з економічної теорії, 1949